# Bazilika sv. Marka, Iraklion
Bazilika svetega Marka (grško Βασιλική του Αγίου Μάρκου, italijansko Basilica di San Marco), znana tudi kot Hagios Markos (grško Άγιος Μάρκος) je nekdanja rimskokatoliška cerkev v središču mesta Iraklion na Kreti na trgu Eleftheriou Venizelou. Zgrajena je bila med beneško vladavino otoka leta 1239, predvsem pa so jo uporabljali lokalni gospodje in otoški uradniki. Po osmanski osvojitvi Krete leta 1669 je bila preurejena v mošejo z imenom Defterdar Ahmet Paša mošeja (grško Δεφτερδάρ Αχμέτ Πασά Τζαμί, turško Defterdar Ahmet Paşa Camii) in je tako ostala do leta 1915. Stavba je bila obnovljena po 1956 in od takrat deluje kot javna umetniška galerija. Je ena redkih rimskokatoliških cerkva, ki še vedno stojijo v kretskih mestih. Arhitekturno je triladijska bazilikalna cerkev z dvignjeno osrednjo ladjo. Na vhodu na zahodni fasadi ima portik.

## Zgodovina

### Beneško obdobje
Bazilika svetega Marka je bila zgrajena leta 1239 po beneški osvojitvi Krete po četrti križarski vojni, temeljni kamen pa je položil latinski škof iz Ierapetre. Zgrajena je bila v gotskem slogu v skladu z zahodnimi cerkvami in s poudarjanjem drugačnosti latinske dogme. Zgrajena je bila v središču mesta Kandija (sodobni Iraklion), glavnega mesta Krete, nasproti palače kandijskega vojvode, uporabljali pa so jo vojvoda in visoki uradniki lokalne skupnosti za svoje potrebe. Cerkev ni pripadala latinskemu škofu, ampak vojvodi samemu, ki je za cerkev imenoval prefekta ali »kaplana«. Vojvodske stopnje so bile razglašene na vhodu v baziliko, ki je bil tudi kraj, kjer so potekali uradni prevzemi dolžnosti gospodov in uradnikov. Člani knežje družine so bili pokopani na dvorišču cerkve.
Prva cerkev je bila močno poškodovana v potresu na Kreti leta 1303, a so jo kasneje obnovili. Še močnejši potres, ki je otok prizadel leta 1508, je Svetega Marka ponovno poškodoval. V poročilu iz leta 1552 je omenjeno, da se je severna stena skoraj zrušila, zato je bila podprta s štirimi podporniki, od katerih sta dva preživela do danes. V dokumentu iz leta 1514 je lokalni vojvoda prosil za prenos lesenih tramov iz mesta Sfakia za popravila bazilike. Ta dela so bila končana leta 1557, vendar je bil sveti Marko ponovno delno uničen po potresih leta 1564 in 1595. Obnovitvena dela na cerkvi so potekala leta 1599 z gradbenikom Michelesom Raptopoulosom in tesarjem Giannisom Kladasom, čeprav po pregledu leta 1625 je za severni zid veljalo, da se bo spet zrušil.
Med Kandijsko vojno (1645–1669) je bil zvonik bazilike uporabljen kot observatorij, njegovi zvonovi pa so zvonili vsakič, ko se je začelo bombardiranje. Zvonik svetega Marka se je razlikoval od ostalih v mestu zaradi svojega vrha, ki je bil raven in obrobljen ter je imel tudi uro. Po predaji Kandije Osmanom so Benečani odnesli zvonove in druge relikvije.

### Osmansko obdobje
Po padcu Kandije leta 1669 je bila stavba predana Ahmet paši, ki je bil osmanski defterdar (minister za finance) od 1661/2 do 1675. Ahmet paša je katoliško cerkev spremenil v mošejo in kupil nekatere stavbe v mestu, vključno z vojvodovo palačo, da bi financiral mošejo. Osmani so porušili zvonik svetega Marka in na njegovem mestu postavili minaret, uničili pa so tudi poslikave in freske v notranjosti cerkve ter zavrgli kostne ostanke za gradnjo mihraba in minbara. Mošeja je dobila ime po ustanovitelju Defterdar Ahmet Paši. Kot mošeja bi ostala več kot dve stoletji do leta 1915, ko jo je grška država zaprla.[7]
Otomanski popotnik Evlija Čelebi je leta 1669 obiskal Kreto in zapisal, da bazilika stoji na trgu v Kandiji, s pročeljem obrnjenim proti trgu z vodnjaki (Morosinijev vodnjak) in da jo je ustanovil sultan Mansur v času kalifa Omarja. Gre za izmišljeno zgodbo, ki je zagotovila brezhiben islamski izvor za eno glavnih javnih stavb v mestu. Čelebi tudi trdi, da je severno od stavbe dvorišče, na severni steni pa so bile zgrajene pipe. Mošeja je imela skupaj tri dvorišča na severu, jugu in vzhodu, vodnjak in cisterno. Njen minaret je bil zgrajen na južnem vogalu bazilike, njegovi ostanki pa so vidni še danes. Mošejski kompleks (Külliye) so sestavljale tudi tri trgovine, klet in dvonadstropna stavba.
Za vzdrževanje in delovanje nove mošeje je obstajal vakuf (institucija islamskega prava), ki je obsegal devet hiš, dva samostanska kompleksa, dvaindvajset trgovin in dve kmetiji. Od tega se je bilo šest hiš in en samostanski kompleks v okrožju Christos Kefalas v mestu, ena hiša in ena kmetija v okrožju Agros Kefalas, ena hiša in sedemnajst trgovin v okrožju Sveti Kiriak, ena hiša, en samostanski kompleks in ena kmetija v okrožju Arhistrateg in nazadnje pet trgovin v okraju Janeza Zlatoustega. Po poročilu kandijskega kadija iz leta 1688 je omenjeno, da je vakuf mošeje vzdrževal tudi türbe zunaj mestnega obzidja.
Obnovitvena dela so potekala leta 1706, kar je stalo 1034 kuruşov. Nova zahteva za nova obnovitvena dela je bila vložena leta 1761, kar je ocenjeno na 18.287 para.

### Moderno obdobje
Po grško-turški izmenjavi prebivalstva leta 1924 in odhodu otoške muslimanske skupnosti je nekdanja mošeja prišla v roke Grške nacionalne banke, nato pa v občino Iraklion in je bila najprej uporabljena kot kino. Minaret je bil dokončno porušen leta 1924. Leta 1949 je Odbor za turizem v Iraklionu (STCH) predlagal financiranje obnove cerkve skupaj z drugimi spomeniki v mestu. V začetku 1950-ih je občinski svet predlagal, da bi cerkev podrli in na njenem mestu zgradili občinsko gledališče ali pošto, načrt pa je bil opuščen, saj ni bilo mogoče zbrati potrebnih sredstev. Leta 1954 je arheološki svet odločil o ohranitvi cerkve in leta 1956 je Društvo za študije zgodovine Krete začelo obnovitvena dela bazilike. To je bila najstarejša obnova spomenika zahodne arhitekture, ki je potekala na Kreti. Ta bazilika je ena redkih rimskokatoliških cerkva, ki še vedno stojijo na otoku Kreta.
Srednjo ladjo so med obnovo povišali, da bi se vrnila na prvotno ravev, ob straneh pa so ji dodali šilasta okna, po dvanajst na vsaki strani. Poleg tega so bile ponovno zaprte različne odprtine, ki so bile ustvarjene v stranskih stenah cerkve, dodanih pet šilastih oken na severni steni, v skladu z južno, rekonstruiran je bil portik, tla cerkve so bila prekrita z novimi ploščami, narejeni so bili novi ometi, popravljeni so bili podstavki notranjega stebrišča in kovinske zasteklitve na oknih ter na koncu izdelana vrata, stavba pa je bila armirana z betonom.
Od zaključka obnovitvenih del leta 1960 se nekdanja cerkev uporablja kot občinska umetnostna galerija. Leta 1961 je gostila prvo mednarodno konferenco o kretskih študijah, ki je potekala pod okriljem Društva kretskih zgodovinskih študij. V njej so razstavljena umetniška dela, predvsem razstava Domenikosa Theotocopoulosa leta 1990, razstava Kretska šola leta 1998 in razstava portretov mumij iz Fajuma prav tako leta 1998, ki so jim sledile mednarodne konference. Več grških umetnikov je razstavljalo svoja dela v galeriji, kot so Maria Fioraki, Lefteris Kanakakis, Thomas Fanourakis, Georgios Georgiades in Lilian Manolakaki med drugim.

## Arhitektura

### Stavba cerkve
Cerkev sv. Marka je triladijska bazilika. V notranjosti meri na južni in zahodni strani 32 x 15,6 metra, severna in vzhodna stran pa sta daljši za trideset centimetrov. Kostas Lassithiotakis je teoretiziral, da je ta asimetrija posledica različnih rekonstrukcij severnega obzidja. Najširša je osrednja ladja, široka 6,6 m, južna pa 4,6 m. širok in severni 4,4. Podolgovati proporci ladij močno poudarjajo podolgovate razsežnosti bazilike. Njena os je nagnjena proti jugu za 25 stopinj glede na os zahod-vzhod. Cerkev nima nobene niše na vzhodni steni.
Njena streha je lesena in je tridelna, pri čemer osrednji del štrli nad drugima dvema, v taki obliki jo je upodobil Georgios Corner leta 1625. V osmanskem obdobju je bila cerkev-mošeja predelana, tako da streha dobi dvorezo obliko. Med obnovitvenimi deli sredi 1900-ih je bila streha vrnjena v prvotno obliko, pri čemer je bil osrednji prehod povišan z uporabo betonske plošče. Tlak je sestavljen iz pravokotnih plošč in lokalnega kamna. Cerkvena osrednja vrata imajo ravno preklado in reliefni lok. Na južni steni je ohranjenih pet šilastih oken, ki segajo v prvotno gradnjo cerkve. Okna na severni steni so bila zgrajena med prenovo leta 1956, prav tako skupaj štiriindvajset oken na stranskih stenah osrednje ladje.
Okrašena vrata beneške palače Ittar so bila prenesena v notranjost cerkve, ki je integrirana v notranjo stran severnega vhoda cerkve. V južni notranji steni svetega Marka je vgrajeno trikrako okno v gotskem slogu, ki izvira iz neznane stavbe. Ima tri ostro koničaste odprtine, pri čemer je osrednja najvišja, vse pa so znotraj ostro koničastega loka. Sestavljen je iz dobro klesanih belih kamnov. V preteklosti je bilo tako v južni kot v severni steni več vrat, ki pa so se sčasoma zamašila. V svoji notranjosti je bila cerkev nekdaj okrašena z bizantinskimi poslikavami, ki so se pojavile šele po obnovi.
Na jugozahodnem vogalu bazilike je še vidna osnova starega zvonika, sestavljena iz kvadratnih klesanih kamnov, visokih 4,2 metra, ter ostanki porušenega minareta na njegovem vrhu.

### Stebri
Ladje so med seboj ločene z dvema vrstama stebrov, od katerih je vsak sestavljen iz petih stebrov iz zelenega granita, ki podpirajo šest gotskih lokov. Vsak steber je drugačne višine. Tudi njihovi kapiteli se med seboj razlikujejo, čeprav so vsi pozlačeni. Štirje od tistih na severni strani so preproste košaraste oblike, medtem ko je najbolj vzhodni v gotskem slogu s kanelurami, kot je njegov ekvivalent na skrajnem vzhodnem stebru južnega stebrišča. Nažlebljeni kapiteli so datirani v 14. stoletje. Za osnovo stebra je uporabljen naguban kapitel. Tudi podnožja stebrov so drugačna, saj so kamnita in z zunanje strani prekrita z malto, ki ima okrasno obliko listov.
Ni povsem znano, zakaj stebri niso vsi enako veliki. Teorija pravi, da vsak steber izvira iz različnih, starejših stavb in da so bili vsi skupaj kasneje vključeni v svetega Marka. Kostas Lassithiotakis predlaga, da je najbolj verjetno, da so različni stebri rezultat vseh različnih obnovitvenih del, ki so se kdaj zgodila v Svetem Marku, pri čemer nekateri stebri izvirajo iz prvotnih konstrukcij, drugi pa iz poznejših popravil, ki bi vključevala prestrukturiranje notranjost bazilike zaradi stabilnosti. Pove tudi, da naj bi imela cerkev v vojvodskem poročilu iz leta 1552 osem lokov, sedaj pa jih ima dvanajst. Možno je, da so dodatni loki iz grško-rimskih spomenikov iz arheoloških najdišč Heracleium in Knosos.

### Portik
Stavba ima portik s stebriščem na vhodu na zahodni fasadi, splošno znano kot loža svetega Marka. Stebri so včasih podpirali pet lokov, ki so podpirali ravno streho. Osrednji lok je največji, z odprtino 3,83 metra. Za meter je širši od tistih, ki ga obkrožajo. Portik je dolg 6,15 metra.
Kostas Lassithiotakis ugotavlja, da so srednjeveške italijanske cerkve le redko imele portike in da na podlagi renesančnega sloga portika sv. Marka tega ni mogoče datirati v prvotno gradnjo cerkve, temveč je bila dodana veliko pozneje. Ložo so uporabljali trgovci, ki so na pultih prodajali žito. V osmanskem obdobju so ravno streho odstranili in dodali poševno streho, ki je slonela neposredno na stebrih. Od prvotnih stebrov so ohranjeni le trije, njihovi kapiteli pa segajo približno v 14. stoletje.
Pri obnovi nekdanje cerkve so poskušali pristavo povrniti v prvotno obliko. Za streho je bila uporabljena armiranobetonska plošča, ki je bila znotraj prekrita z lesenimi tramovi, ki tvorijo pravokotne plošče. Renesančni reliefi so bili nameščeni na vencu in obokih.

## Galerija
- Bazilika svetega Marka
- Portik od blizu
- Stara fotografija stebrov
- Notranjost galerije
- Stara fotografija